# Vasko Ǵurčinovski
Vasko Ǵurčinovski (makedonska: Васко Ѓурчиновски), född 11 juni 1970 i Tetovo i dåvarande Jugoslavien, är en makedonsk militär. I Tetovo fick han gymnasieutbildning i de dåvarande jugoslaviska militärskolorna och universiteten i Sarajevo och Belgrad. Han avlade examen 1991 samtidigt som Jugoslavien höll på att upplösas. Efter att ha tjänstgjort kort i Zagreb fortsatte han 1992 sin tjänst i den nybildade republiken Makedoniens (Nordmakedonien) armé. Från 2008 till 2009 deltog han i UNIFIL i Libanon som stabsofficer vid Joint Operations Centre i Naqoura. Från 2011 till 2013 var han adjutant för den högsta befälhavaren för de väpnade styrkorna, republikens president Gjorge Ivanov. År 2018 utsågs han till chef för arméns generalstab.